# Sonderegger (Familie, Gais)
Bei den Sonderegger aus Gais im Schweizer Kanton Appenzell Ausserrhoden handelt es sich um eine Familie von Lehrern, die nach Südrussland auswanderten.

## Geschichte
Im Jahr 1816 wanderte der Lehrer Johannes Sonderegger mit seiner Familie von Gais ins Kolonisationsgebiet in Neurussland am Schwarzen Meer aus und unterrichtete dort in einer deutschen Kolonie. Von seinen Nachkommen blieben mindestens vier Generationen in Südrussland und heirateten oft im Kreis der Kolonistennachfahren. Seine beiden Söhne folgten ihm im Lehrberuf. Der jüngere, Johann Heinrich Sonderegger, wurde später Beamter und Redaktor der ersten deutschsprachigen Zeitung Südrusslands. Im Jahr 1857 erwarb er in Bessarabien ein Landgut, auf dem er vor allem Obst- und Weinbau betrieb. Zwei seiner Söhne führten den Gutsbetrieb weiter, der später zu einer Kolchose umgestaltet wurde. Johann Heinrichs Sondereggers Urenkel Erich Sonderegger verliess im Jahr 1940 Bessarabien und kehrte 1946 in die Schweiz zurück.